# 丹波市
丹波市（日语：／ Tanba shi */?）是位於日本兵庫縣東部的城市，地處瀨戶內海及日本海中間位置，為兩海域的河川分水嶺所在地。加古川及由良川的源頭皆位於境內，市內石生地區的「水分」海抜高度僅95公尺，為本州高度最低的中央分水嶺。

## 人口
| 丹波市人口分布圖 |                                               |  |
| 丹波市與日本全國年齡別人口分布比較圖 （2005年資料） | 丹波市的年齡、男女別人口分布圖 （2005年資料） |  |
| ■紫色是丹波市 ■綠色是全国 | ■藍色是男性 ■紅色是女性                       |  |
| 丹波市人口變化 \| 1970年 \| 72,441人 \| \| \| 1975年 \| 72,401人 \| \| \| 1980年 \| 72,982人 \| \| \| 1985年 \| 74,103人 \| \| \| 1990年 \| 73,659人 \| \| \| 1995年 \| 73,988人 \| \| \| 2000年 \| 72,862人 \| \| \| 2005年 \| 70,810人 \| \| \| 2010年 \| 67,757人 \| \| \| 2015年 \| 64,660人 \| \| \| 2020年 \| 61,471人 \| \| |                                               |  |
| 資料來源：日本總務省統計中心提供之人口普查數據 |                                               |  |
| 1970年 | 72,441人                                      |  |
| 1975年 | 72,401人                                      |  |
| 1980年 | 72,982人                                      |  |
| 1985年 | 74,103人                                      |  |
| 1990年 | 73,659人                                      |  |
| 1995年 | 73,988人                                      |  |
| 2000年 | 72,862人                                      |  |
| 2005年 | 70,810人                                      |  |
| 2010年 | 67,757人                                      |  |
| 2015年 | 64,660人                                      |  |
| 2020年 | 61,471人                                      |  |

## 歷史
轄區過去屬於冰上郡，位於丹波國的最西端，戰國時代被稱為「丹波的赤鬼」的赤井直正即以本地春日地區的黑井城為據點，後被織田信長派遣明智光秀攻下，成為明智光秀的領地，並安排由家臣齋藤利三治理，齋藤利三的女兒，也是江戶幕府三代將軍德川家光的乳母－春日局即誕生於此地。江戶時代後，此地成為丹波柏原藩織田氏的領地。
1871年廢藩置縣後，曾短暫設置柏原縣，但旋即被整併入豐岡縣，1876年再併入兵庫縣。
1889年日本實施町村制，冰上郡下設置柏原町、上久下村、久下村、小川村、和田村、沼貫村、成松村、葛野村、幸世村、蘆田村、佐治村、神樂村、遠阪村、竹田村、前山村、吉見村、鴨庄村、美和村、春日部村、大路村、國領村、黑井町、船城村、石生村、本鄉村、新井村，合計1町25村。
1950年代的昭和大合併後，冰上郡下的行政區劃被整併剩下柏原町、冰上町、青垣町、春日町、山南町、市島町共6個町。
2004年，冰上郡下的這六個町再次合併為丹波市。

## 交通

### 鐵路
利用鐵路運輸前往大阪車站約需70分鐘。
- 西日本旅客鐵道（JR西日本）
  - 福知山線：（←丹波篠山市） - 下瀧車站 - 谷川車站 - 柏原車站 - 石生車站 - 黑井車站 - 市島車站 - 丹波竹田車站 - （福知山市）
  - 加古川線：（←西脇市） - 久下村車站 - 谷川車站

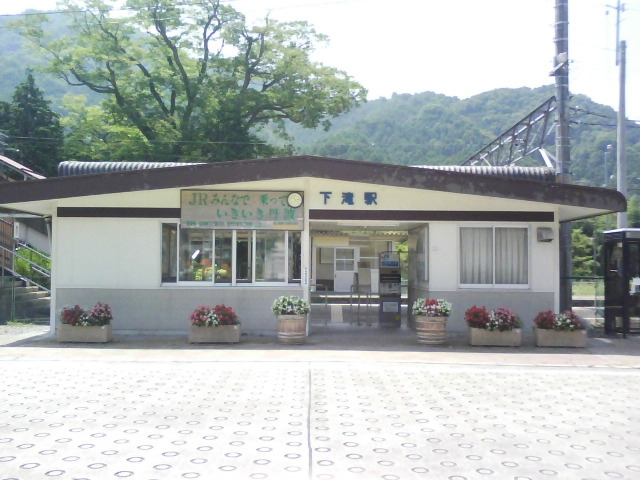
下瀧車站
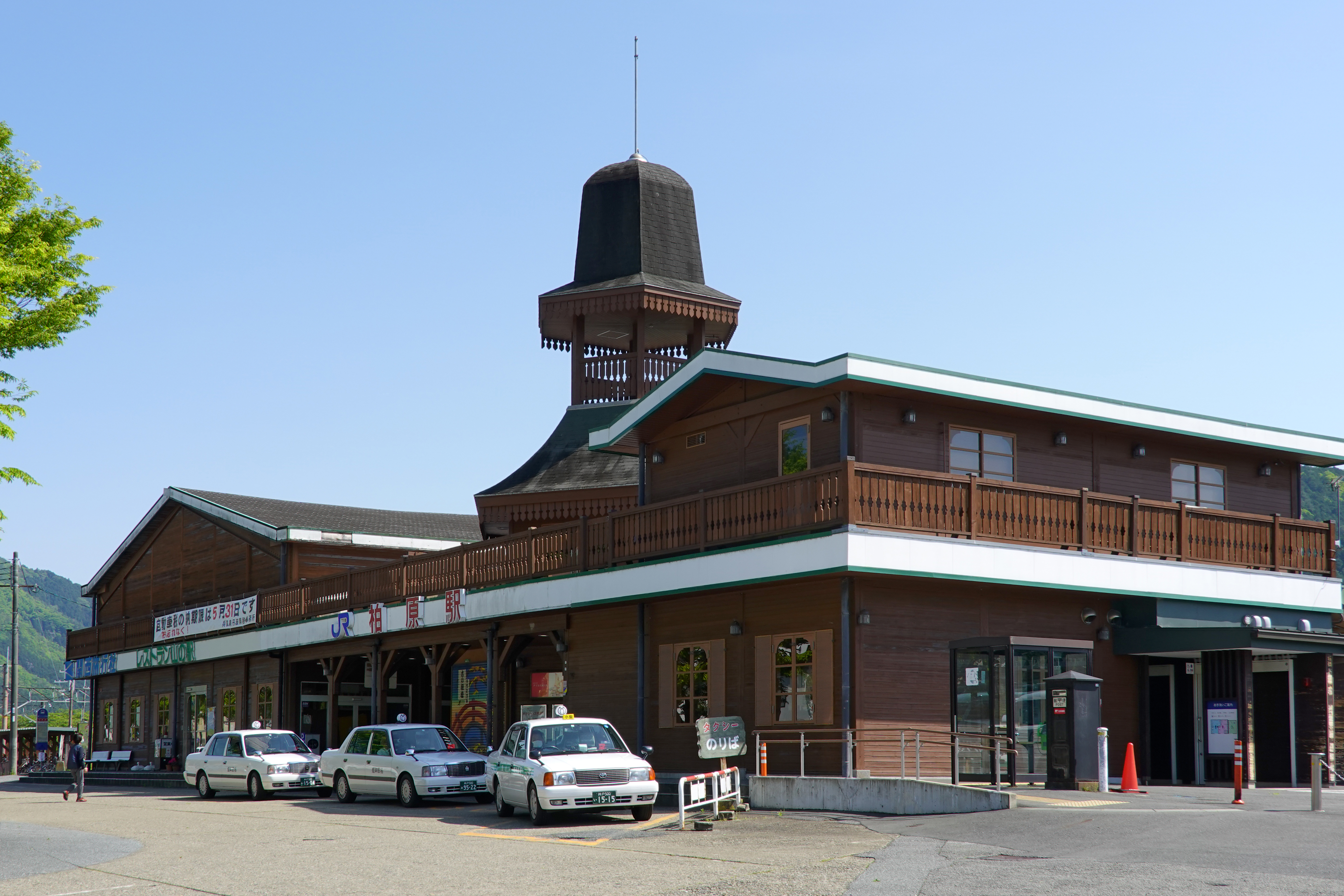
柏原車站
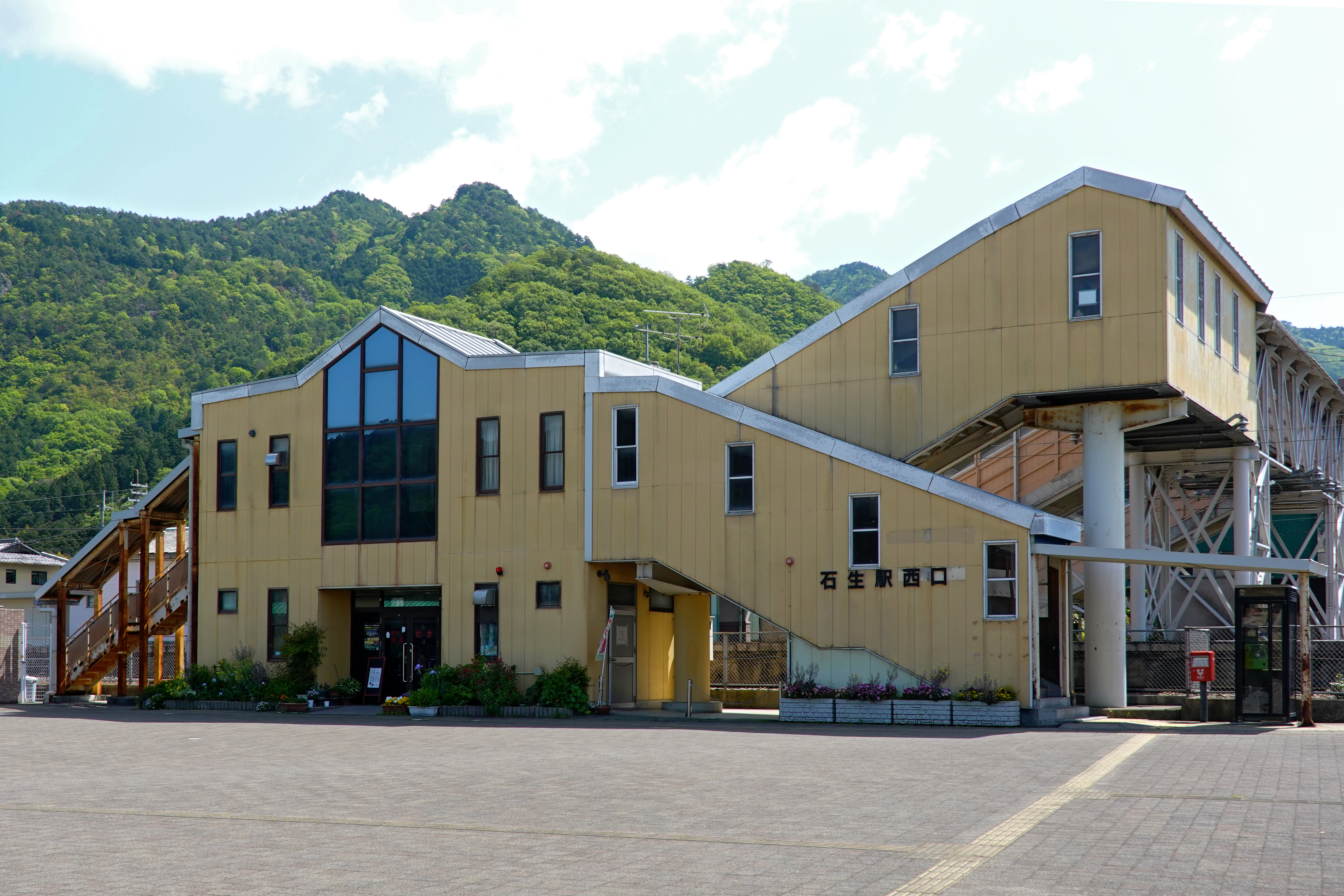
石生車站
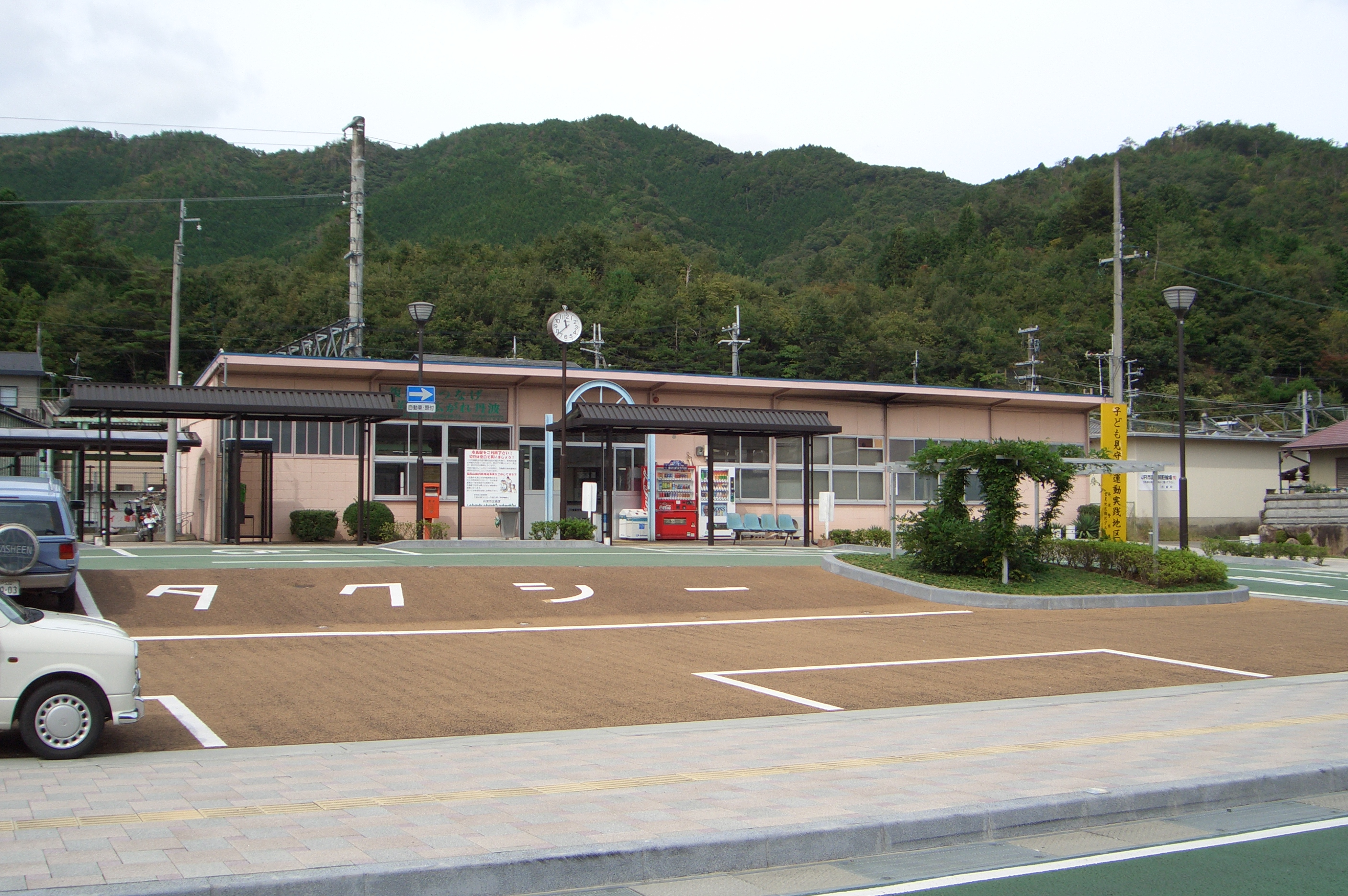
市島車站
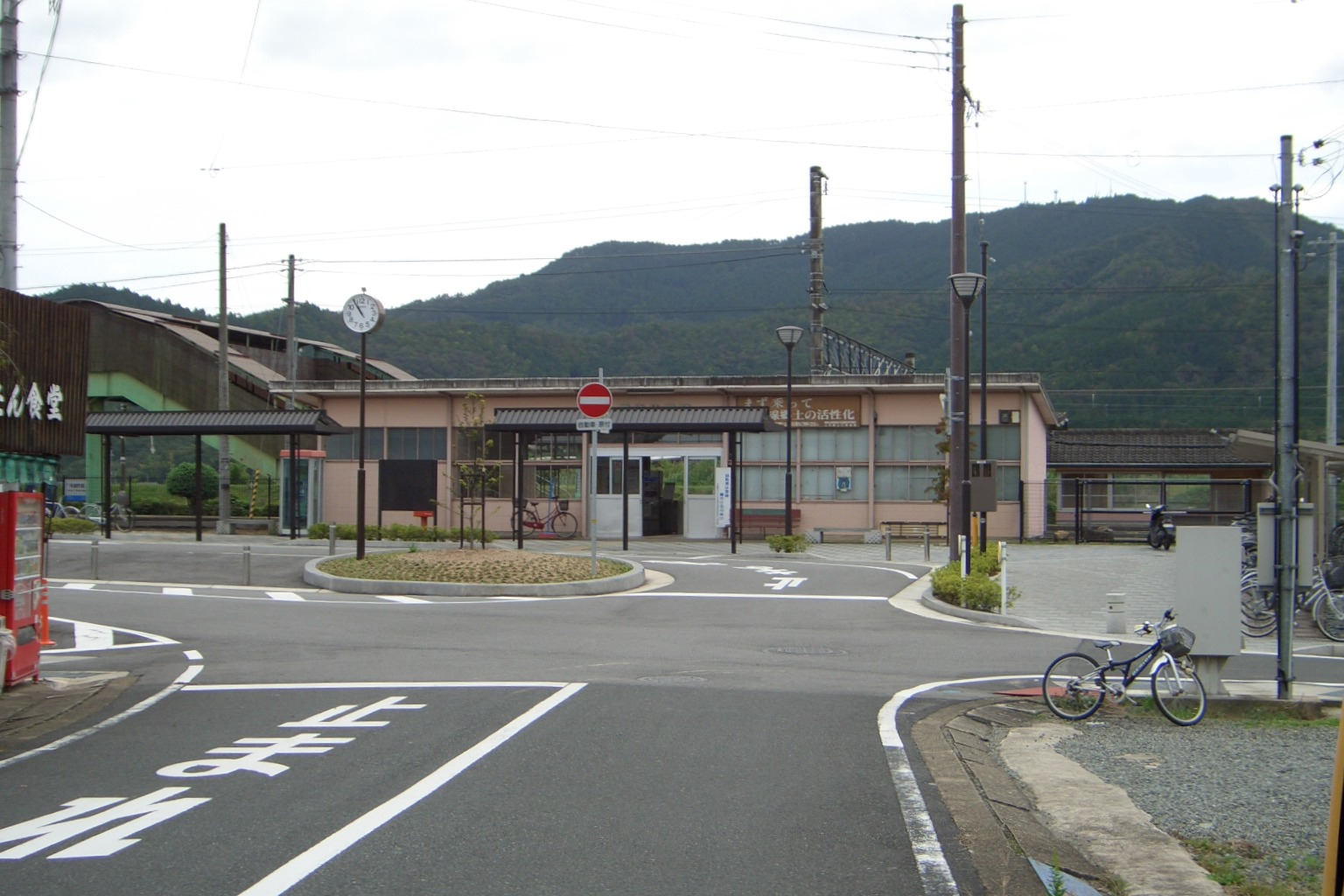
丹波竹田車站
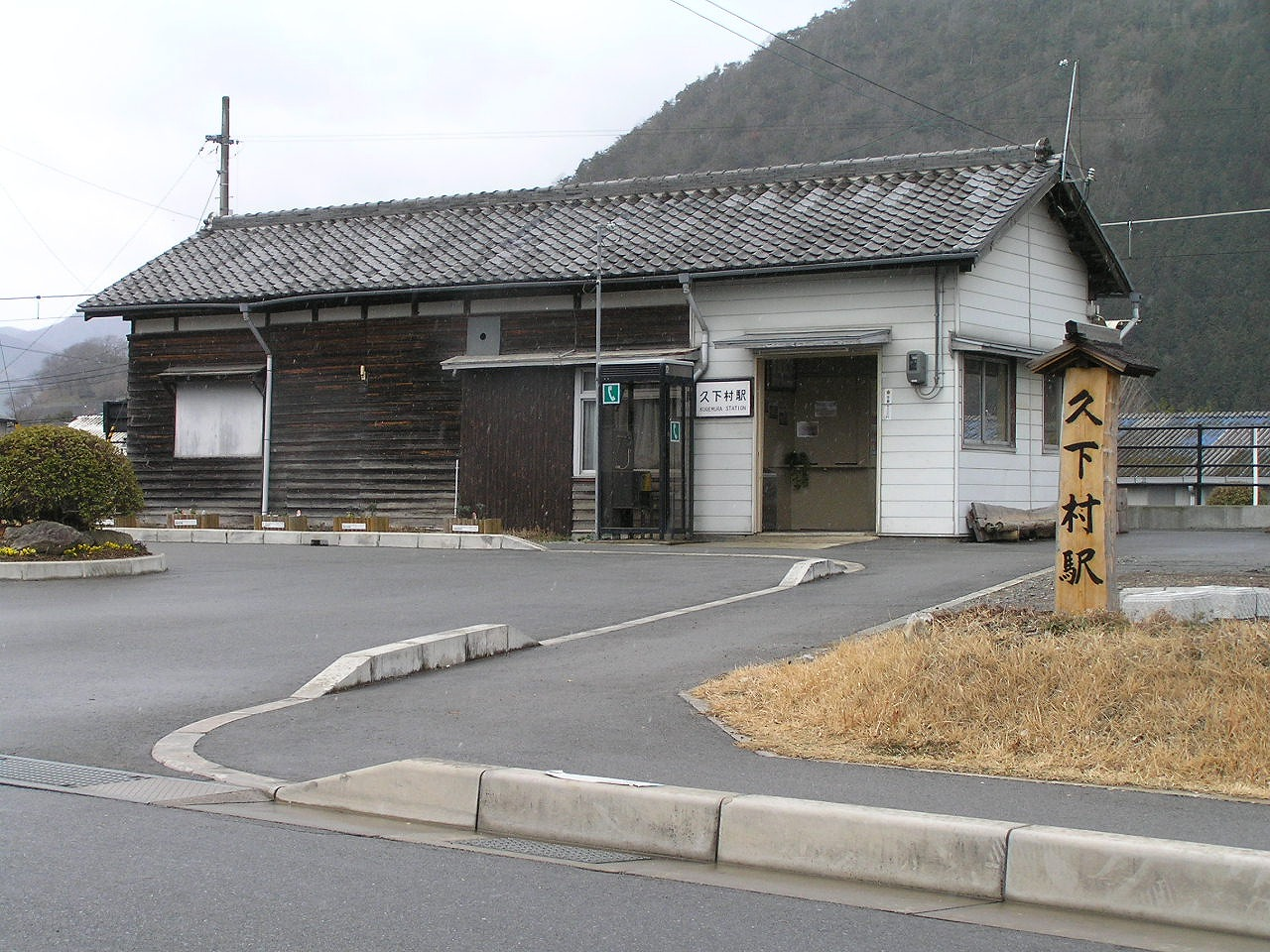
久下村車站

### 公路
高速道路
- 舞鶴若狹自動車道：（丹波篠山市） - 春日交流道  - （福知山市）
- 北近畿豐岡自動車道：春日交流道 - 冰上交流道 - 青垣交流道 - （朝來市）

一般國道
- 國道175號（日语：国道175号）、國道176號（日语：国道176号）、國道427號（日语：国道427号）、國道429號（日语：国道429号）

## 觀光資源
青垣地區
- 高源寺（日语：高源寺 (丹波市)）：臨濟宗中峰派的總本山。

市島地域
- 白毫寺（日语：白毫寺 (丹波市)）：於705年由法道（日语：法道）建立。
- 川裾祭（日语：川裾祭り）

柏原地區
- 兵庫縣立丹波年輪之里（日语：兵庫県立丹波年輪の里）
- 柏原藩陣屋（日语：柏原藩陣屋）遺跡：國家史跡。
- 織田家廟所
- 柏原八幡神社（日语：柏原八幡神社）：建於1024年，社殿建於1585年，被列為國家重要文化財。
- 柏原町歴史民俗資料館（日语：柏原町歴史民俗資料館）
- 兵庫縣立柏原高等学校紀念：建於1911年的西式校舍建築。
- 舊冰上郡各町村組合立高等小學校（日语：旧氷上郡各町村組合立高等小学校）：建於1885年的西式校舍建築。
- 木之根橋（日语：木の根橋）：兵庫縣天然記念物。
- 鬼之架橋（日语：鬼の架け橋）

春日地區
- 黑井城遺跡
- 興禅寺（日语：興禅寺 (丹波市)）：黑井城的下館遺跡，春日局誕生地。
- 兵主神社（日语：兵主神社 (丹波市)）

山南地區
- 石龕寺（日语：石龕寺）

冰上地區
- 圓通寺（日语：円通寺 (丹波市)）
- 水分公園（日语：水分れ公園）：日本海拔高度最低的分水嶺。
- 達身寺（日语：達身寺）
- 丹波市立植野紀念’美術館（日语：丹波市立植野記念美術館）
- 清住秋英花園（日语：清住コスモス園）

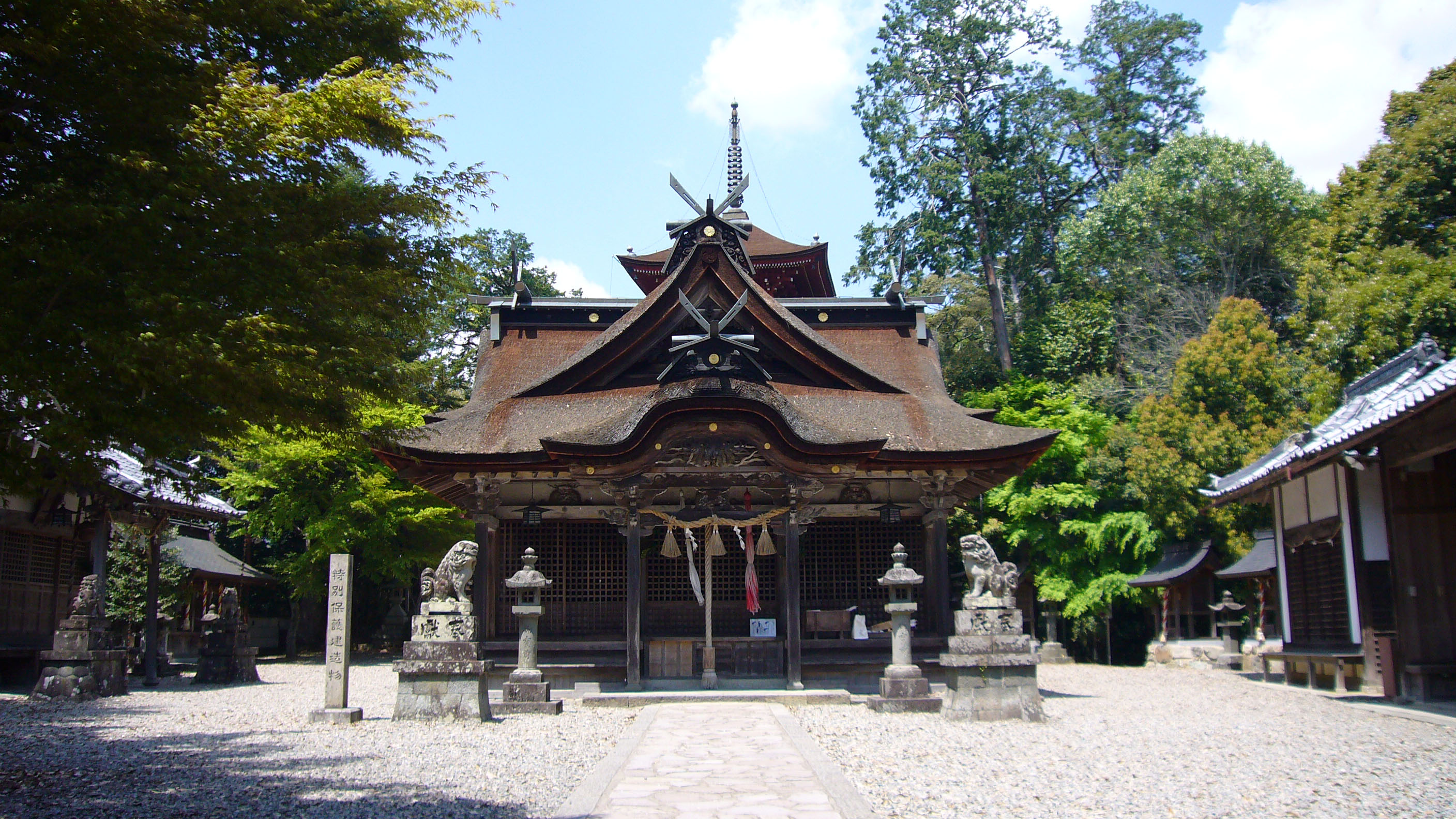
柏原八幡神社
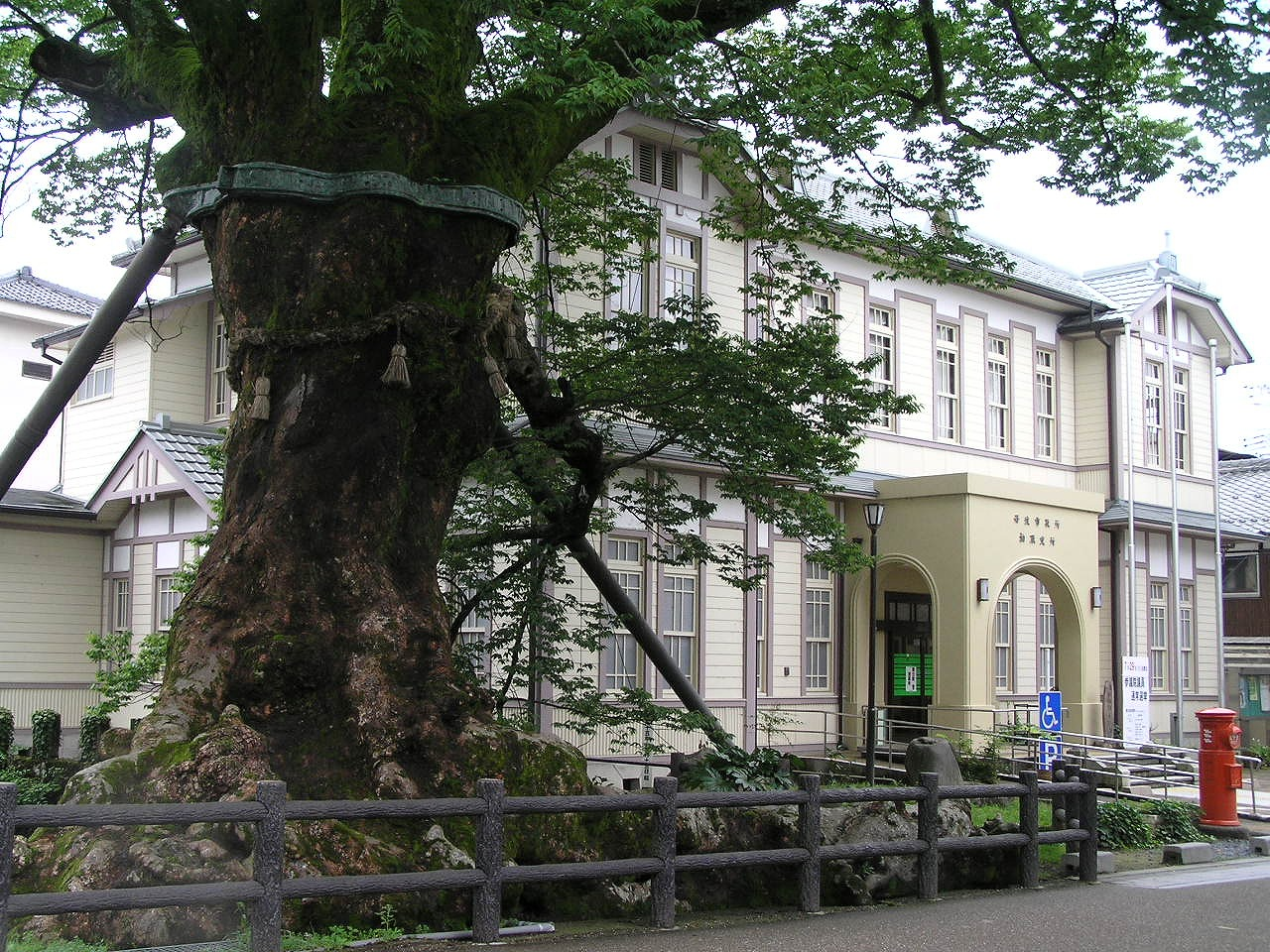
柏原的木之根橋
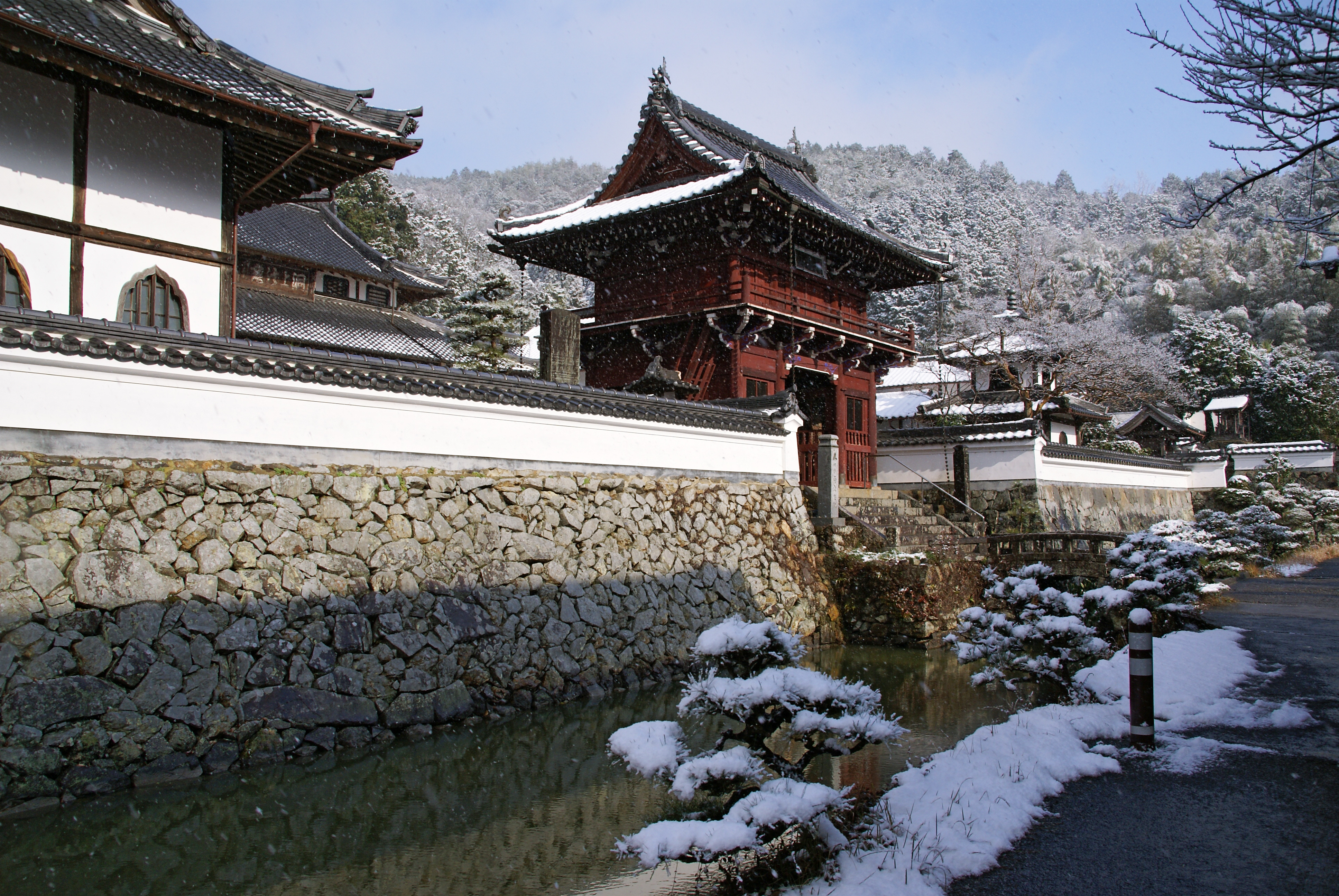
興禅寺
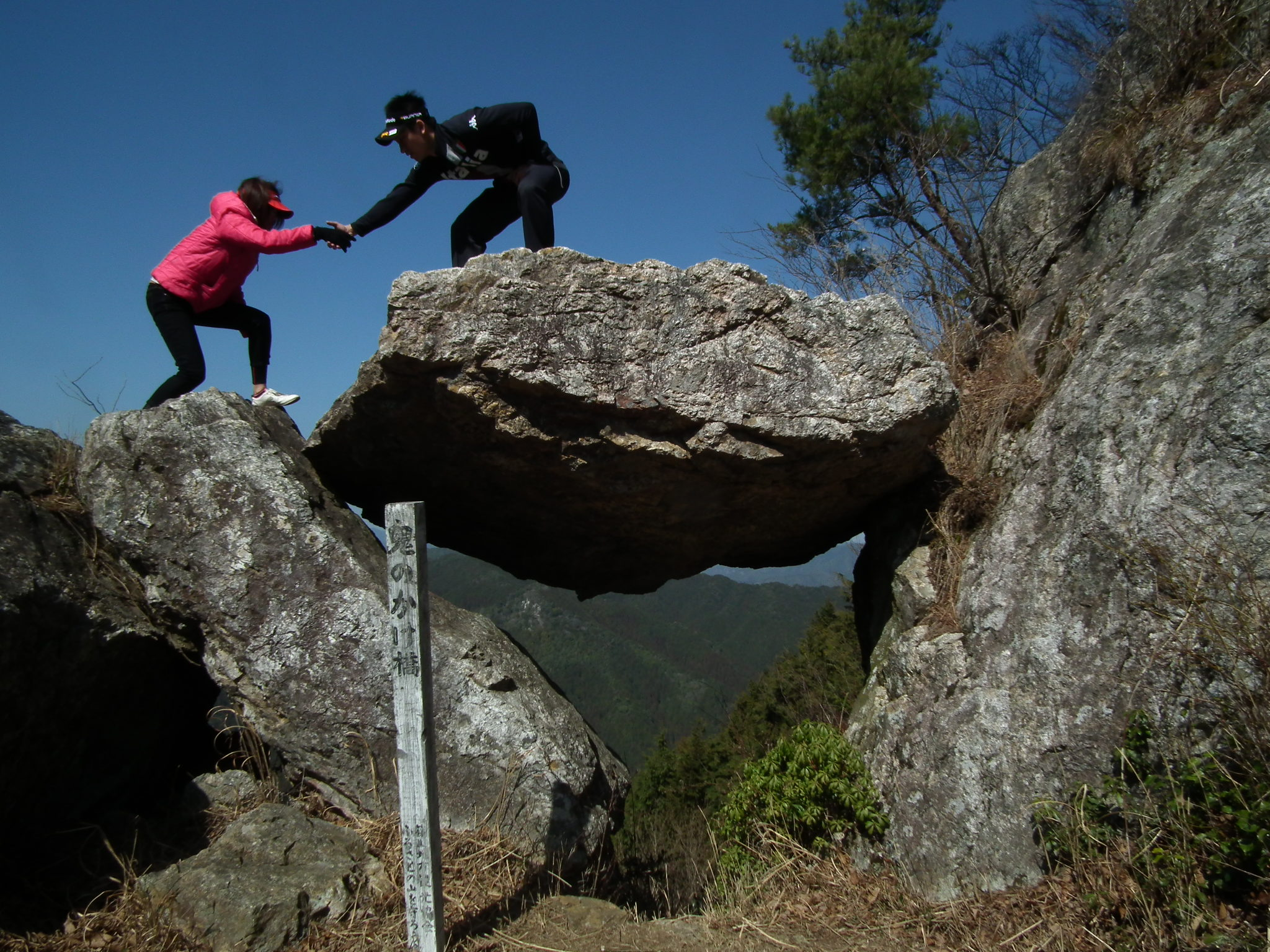
鬼之架橋
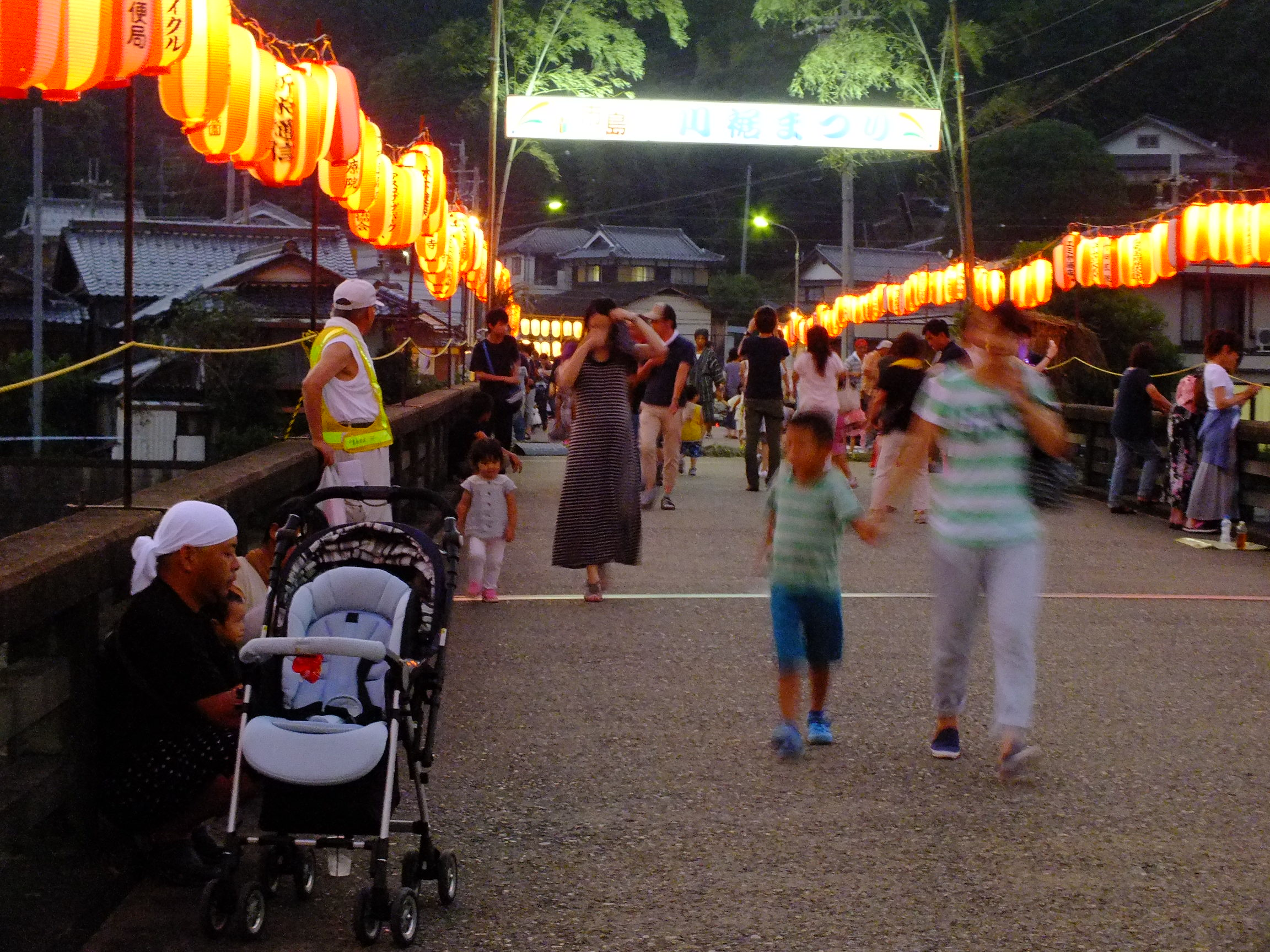
市島川裾祭
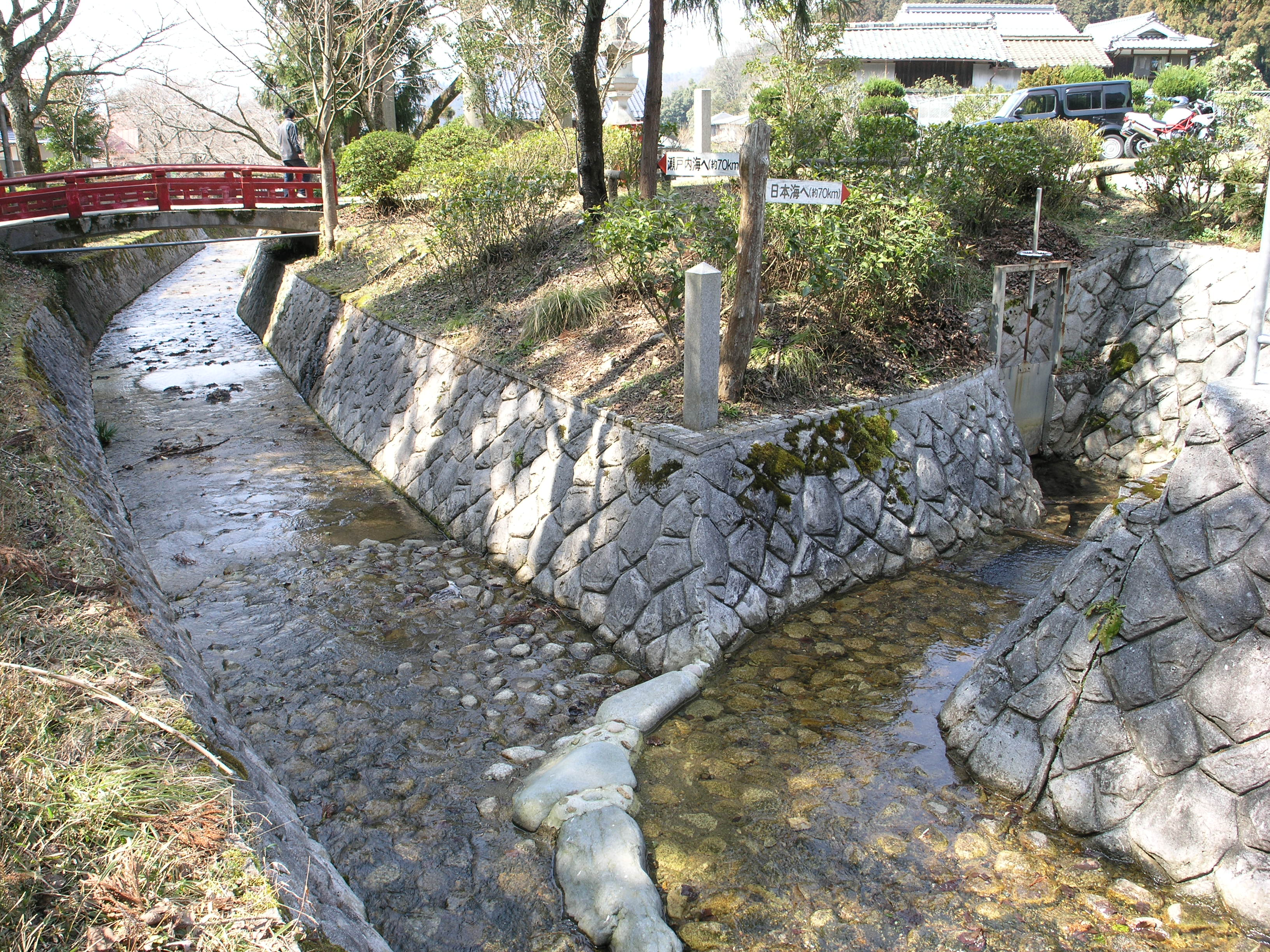
水分公園

## 姊妹、友好城市

### 海外
- 奧本（美國華盛頓州金郡）
- 肯特（美國華盛頓州金郡）

## 本地出身之名人
- 春日局：江戶幕府三代將軍德川家光的乳母
- 大西瀧治郎：帝國海軍中將，神風特攻隊創始者
- 田健治郎：官員、台灣日治時期第8任總督
- 足立光宏：棒球選手
- 荒木宏文：演員

## 外部連結
- （日語） 丹波市的Facebook專頁
- （日語） 丹波市觀光協會（页面存档备份，存于）